# Germán Sánchez Cruz
Germán Fortino Sánchez Cruz (Zimatlán, Oaxaca, 31 de julio de 1975) es un marchador mexicano.

## Marcas personales
- 20 km: 1:25:05 horas – La Coruña, 16 de mayo de 1998
- 50 km: 3:44:50 horas – Cheboksary, 17 de junio de 2001

## Logros
| Representando: México | Representando: México                             | Representando: México               | Representando: México | Representando: México | Representando: México |
| --------------------- | ------------------------------------------------- | ----------------------------------- | --------------------- | --------------------- | --------------------- |
| 1990                  | Copa Panamericana de Caminata                     | Xalapa, México                      | —*                    | 50 km                 | 4:14:22               |
| 1992                  | Copa Panamericana de Caminata                     | Ciudad de Guatemala, Guatemala      | 1.º                   | 50 km                 | 4:06:21               |
| 1992                  | Juegos Olímpicos de Barcelona 1992                | Barcelona, España                   |                       |                       |                       |
| 50 km                 | DSQ                                               |                                     |                       |                       |                       |
| 1993                  | Campeonato Mundial de Marcha Atlética             | Monterrey, México                   | 3.º                   | 50 km                 | 3:54:15               |
| 1993                  | Juegos Deportivos Centroamericanos y del Caribe   | Ponce, Puerto Rico                  | 2.º                   | 50 km                 | 3:56:18               |
| 1995                  | Campeonato Mundial de Marcha Atlética             | Beijing, China                      | 11                    | 50 km                 | 3:49:29               |
| 1995                  | Campeonato Mundial de Atletismo de 1995           | Gotemburgo, Suecia                  |                       |                       |                       |
| 50 km                 | DNF                                               |                                     |                       |                       |                       |
| 1996                  | Copa Panamericana de Caminata                     | Manaus, Brasil                      | 1.º                   | 50 km                 | 4:12:43               |
| 1996                  | Campeonato Iberoamericano de Atletismo            | Medellín, Colombia                  | 2.º                   | 20 km                 | 1:26:30               |
| 1996                  | Atletismo en los Juegos Olímpicos de Atlanta 1996 | Atlanta, United States              | 18                    | 50 km                 | 3:57:47               |
| 1997                  | Campeonato Mundial de Marcha Atlética             | Atenas, Grecia                      |                       |                       |                       |
| 50 km                 | DSQ                                               |                                     |                       |                       |                       |
| 2000                  | Atletismo en los Juegos Olímpicos de Sídney 2000  | Sídney, Australia                   |                       |                       |                       |
| 50 km                 | DSQ                                               |                                     |                       |                       |                       |
| 2003                  | Copa Panamericana de Caminata                     | Tijuana, México                     | 1.º                   | 50 km                 | 4:04:11               |
| 2003                  | Juegos Panamericanos                              | Santo Domingo, República Dominicana | 1.º                   | 50 km                 | 4:05:02               |
| 2003                  | Campeonato Mundial de Marcha Atlética             | París, Francia                      | 12                    | 50 km                 | 3:53:24               |
| 2004                  | Atletismo en los Juegos Olímpicos de Atenas 2004  | Atenas, Grecia                      | 17                    | 50 km                 | 3:58:33               |

*: Empezó como invitado fuera de competencia